# Марксистсько-ленінська естетика
Марксистсько-ленінська естетика ― підхід до мистецтва з точки зору комуністичної ідеології, який ґрунтується на марксистсько-ленінському матеріалістичному розумінні історії, історизмі. Спирається на ленінську «теорію відображення» (вчення про мистецтво як віддзеркалення дійсності). «Марксистсько-ленінська естетика» в СРСР була університетським фахом та складовою обов'язкового фаху «історичний матеріалізм».
Марксистсько-ленінська естетика стверджує провідне значення життєвого змісту мистецтва, його ідейного сенсу.
Одним з важливих критеріїв художності марксистсько-ленінська естетика вважає нерозривну єдність, відповідність змісту до форми.

## Категорії естетики

### Прекрасне
Марксистсько-ленінська естетика окреслила закономірний зв'язок між прекрасним і трудовою діяльністю людини, що став підґрунтям виникнення естетичного світовідчуття як такого.

### Трагічне
Що стосується трагічного як категорії естетики, марксистсько-ленінська естетика основну причину трагічних подій бачить у зіткненні протилежних соціальних сил, викликаному законами суспільного розвитку. Маркс і Енгельс розрізняли трагічний характер нових прогресивних сил, які виступають проти віджилих старих порядків і не здатних в цих умовах здобути перемогу, і трагічний відхід зі сцени історично вижившого себе класу, що ще не вичерпав остаточно своїх можливостей, коли окремі представники старих суспільних порядків усвідомили приреченість свого класу, але не змогли розірвати з ним зв'язків і перейти на позиції нового класу, якому належить майбутнє..

### Героїчне
Марксистсько-ленінська естетика відкидає індивідуалістичне розуміння героїчного, коли втрачається його об'єктивний критерій, абсолютизується особисте безстрашшя, зводиться в принцип самоцінність останнього.

### Піднесене
Марксистсько-ленінська естетика бачить основу піднесеного в об'єктивній дійсності і щодо людини до неї, спрямованому на її революційне перетворення, а саме піднесене розглядає як концентроване вираження краси людського подвигу, величі досягнень творчої праці. Марксистсько-ленінська естетика не протиставляє піднесене прекрасному й розглядає піднесене в тісному зв'язку з героїзмом, з пафосом боротьби і творчої діяльності мас.

## Дивитися також
- Матеріалістична естетика